# Różnice nie do pogodzenia
Różnice nie do pogodzenia (ang. Irreconcilable Differences) – amerykański film fabularny z 1984 roku w reżyserii Charlesa Shyera.

## Obsada
- Ryan O’Neal - Albert Brodsky
- Shelley Long - Lucy Van Patten Brodsky
- Drew Barrymore - Casey Brodsky
- Sam Wanamaker	- David Kessler
- Allen Garfield - Phil Hanner
- Sharon Stone - Blake Chandler / Amanda
- Kim Marriner - Reporter
- Wendy Gordon - Reporterka
- Ken Gale - Reporter
- Deborah Cody - Reporterka
- Steven K. Miller - Reporter
- Annie Meyers-Shyer - Mała dziewczyna w tłumie
- Lauren Hartman - Kobieta na ulicy
- David Paymer - Alan Sluiser
- Larry Marko - Urzędnik sądowy
- Lorinne Vozoff - Sędzia Shalack
- David Graf - Bink
- Ida Random - Kobieta na przyjęciu
- Steffen Zacharias - Mężczyzna na przyjęciu
- Laura Campbell - Spięta kobieta
- Jenny Gago - Tracy
- Verna Cornelius - Angielka na przyjęciu
- Johna Stewart-Bowden - Mała Casey
- David D'Arnal - Kelner
- Don Benjamin - Szepczący mężczyzna
- Jaid Barrymore - Szpecząca kobieta
- Kelly Lange
- Rex Reed - Redaktor
- Irving Meyers - Mężczyzna w barze
- William A. Fraker - Gabrielle Cinematographer
- Eloise Hardt - Elaine Kessler
- Art Bradley - Przystojny gość na przyjęciu
- Stuart Pankin	- Ronnie
- Laura Coker (wymieniona w czołówce jako Laura Winitsky) - Amy
- Gregory Hodal
- Carl Byrd
- Luana Anders
- Richard Minchenberg - Howard Kay
- Charlotte Stewart - Sally
- Dana Kaminski
- Arlin Miller - Prezenter radiowy (głos)
- Ken Lerner - Doktor
- Minnie Summers Lindsey (wymieniona w czołówce jako Minnie Lindsay) - Inez
- Hortensia Colorado - Maria Hernandez
- Marc May - Reporter
- Beverly Reed - Dotty Chandler
- Ellen Geer (niewymieniona w czołówce)
- Helen Mallory	(niewymieniona w czołówce) - Kobieta w zielonym

## Fabuła
10-letnia dziewczynka próbuje zrozumieć narastający konflikt między rodzicami. On jest reżyserem, ona pisarką. Dla obydwojga liczy się wyłącznie ich kariery zawodowe i temu poświęcają niemal wszystkie swe wysiłki. Nie mają czasu ani na dziecko, ani na własne małżeństwo. Dziewczynka wreszcie radzi im rozwód.

## Nagrody i nominacje
Złote Globy 1984
- Najlepsza aktorka w komedii/musicalu - Shelley Long (nominacja)
- Najlepsza aktorka drugoplanowa - Drew Barrymore (nominacja)

## Opinie o filmie
- The Best of Video. Poradnik: kino, tv, sat, video, pod red. Witolda Nowakowskiego[1]

Niezła satyra na styl życia wielu hollywoodzkich par. Dobry scenariusz, dobra gra aktorów. Ciekawe, choć nie nowe spojrzenie na kryzys rodziny, karierę i poświęcenia. Wszystkiego dla szybkiego osiągnięcia sukcesu zawodowego.